# Bevocastria
Bevocastria, manji rod zelenih algi u porodici Codiaceae, dio reda Bryopsidales. Postoje dvije priznate fosilne vrste
Rod je opisan 1931.

## Vrste
1. Bevocastria elliottii (O.Dragastan) O.Dragastan
2. Bevocastria toomeyi O.Dragastan